# 新當縣
新當縣是印度尼西亞西加里曼丹省東部的一個縣，縣治為新當鎮，距離省會坤甸市321.9公里。

## 地理
新當縣位於西加里曼丹省東部，北與馬來西亞的砂拉越州三馬拉漢省實文然縣、斯里阿曼省斯里阿曼縣接壤，東北鄰上卡普阿斯縣，東與中加里曼丹省穆隆拉雅縣、古農馬斯縣、卡廷岸縣相鄰，南接美拉維縣，西南與道房縣毗鄰，西連昔加羅縣，西北鄰上侯縣，印尼最長河流卡普阿斯河流經此縣。

## 行政區劃
新當縣現轄14個鎮，縣治為新當鎮。
1. 安峇勞鎮（Ambalau）
2. 上民椰鎮（Binjai Hulu）
3. 德戴鎮（Dedai）
4. 下加燕鎮（Kayan Hilir）
5. 上加燕鎮（Kayan Hulu）
6. 吉蘭柏邁鎮（Kelam Permai）
7. 下吉東敖鎮（Ketungau Hilir）
8. 上吉東敖鎮（Ketungau Hulu）
9. 中吉東敖鎮（Ketungau Tengah）
10. 昔巴沃鎮
11. 斯拉威鎮（Serawai）
12. 新當鎮
13. 雙溪打必連鎮（Sungai Tebelian）
14. 淡布那鎮（Tempunak）